# Moisei
Moisei is een Roemeense gemeente in het district Maramureș.

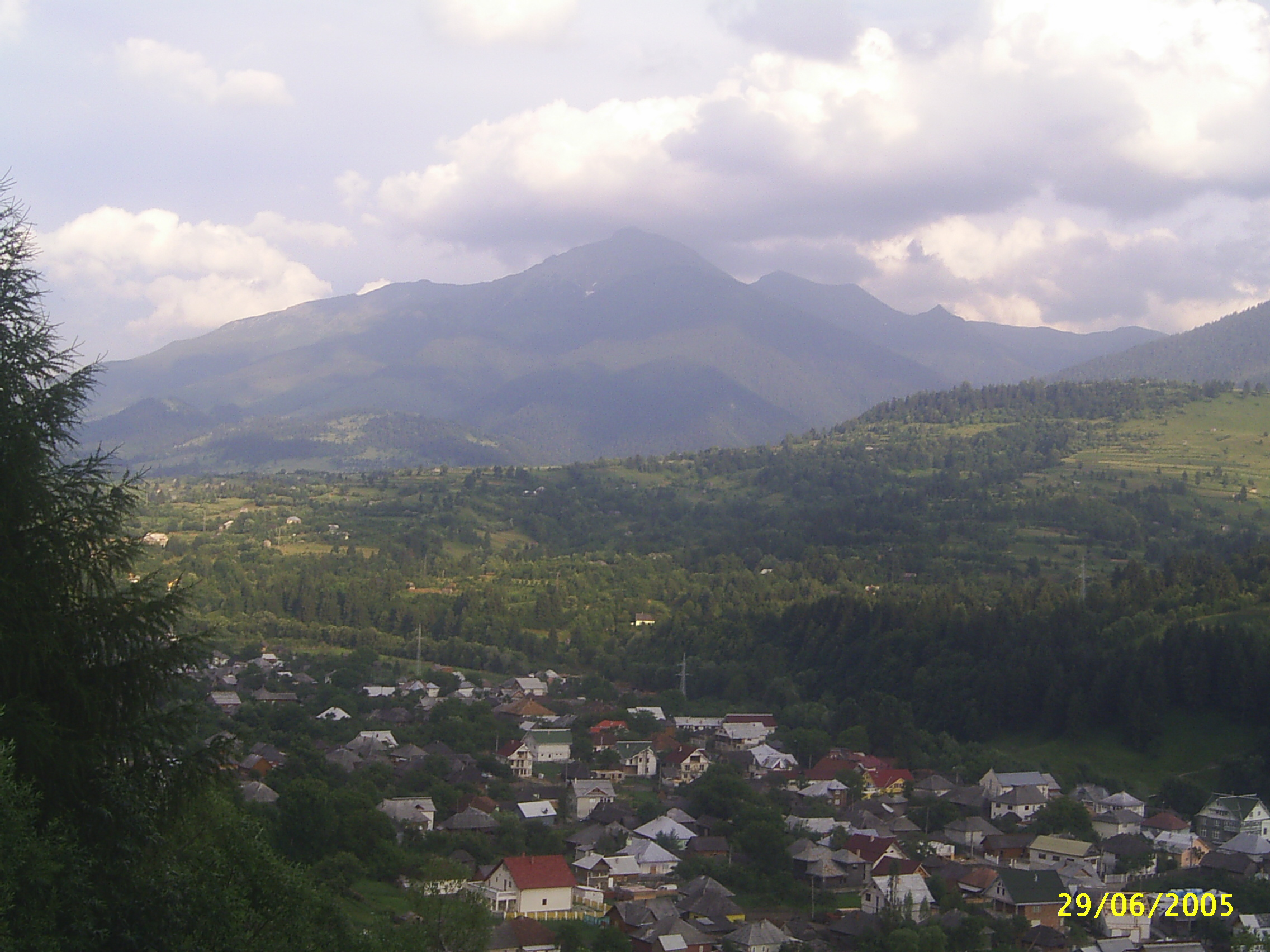
Moisei

Moisei telt 9258 inwoners.